# Hrabstwo Graves

Piramida wieku hrabstwa

Hrabstwo Graves – hrabstwo w USA, w stanie Kentucky. Według danych z 2000 roku, hrabstwo zamieszkiwało 37 028 osób. Siedzibą hrabstwa jest Mayfield.

## Miasta
- Mayfield
- Water Valley
- Wingo

## CDP
- Fancy Farm
- Farmington
- Lowes
- Pryorsburg
- Sedalia
- Symsonia